# Ichikawa Ebizō
Pour les articles homonymes, voir Ichikawa (homonymie).
Ichikawa Ebizō est un nom japonais traditionnel ; le nom de famille (ou le nom d'école), Ichikawa, précède donc le prénom (ou le nom d'artiste).
Ichikawa Ebizō (市川 海老蔵) est un nom de scène porté par une succession d'acteurs kabuki de la famille Ichikawa. La plupart d'entre eux sont des parents de sang, même si certains ont été adoptés dans la famille. C'est un nom célèbre et important et le recevoir est un honneur.

Emblème (mon) de la famille Ichikawa.

« Ebizō », comme les autres noms d'acteurs, est accordé (ou abandonné) lors de grandes cérémonies de dénomination appelées shūmei au cours desquelles un certain nombre d'acteurs changent officiellement leurs noms. Un certain nombre d'acteurs suivent une séquence particulière dans leurs noms de scène précédant la période où ils portent le nom Ebizō en étant appelés Ichikawa Shinnosuke ou Matsumoto Kōshirō, puis en prenant le nom Ichikawa Danjūrō.
L'emblème de la famille Ichikawa, mon, trois carrés imbriqués l'un dans l'autre, est appelé mimasu (三升).

## Lignée
- Ichikawa Ebizō I (1673 - avril 1675)[1] - Prend le nom Danjūrō en 1693, devant ainsi le premier Ichikawa Danjūrō. Crée le genre aragoto.
- Ichikawa Ebizō II (novembre 1735 - septembre 1758) - Fils ainé d'Ebizō I ; Précédemment connu sous les noms  Ichikawa Kuzō puis Ichikawa Danjūrō II.
- Ichikawa Ebizō III (novembre 1772 - mars 1778) - Fils adopté d'Ebizō II, peut-être son fils biologique. Précédemment connu sous les noms Matsumoto Kōshirō II puis Ichikawa Danjūrō III.
- Ichikawa Danjūrō V est contraint d'abandonner le nom Danjūrō et de prendre le nom Ebizō en raison d'un incident survenu en 1778 au cours duquel il est accusé de détournement de fonds par des acteurs qui le considèrent comme un rival en influence dans le monde du kabuki. Il reprend le nom Ebizō à partir du mois de novembre 1791 jusqu'en novembre 1798 mais l'écrit avec un kanji différent (鰕蔵?) et n'est donc pas compté dans la lignée régulière Ebizō (海老蔵?).
- Ichikawa Ebizō IV (novembre 1782 - octobre 1791) - Fils d'Ichikawa Danjūrō V, petit-fils d'Ebizō III ; plus tard connu sous le nom Ichikawa Danjūrō VI. Mort jeune.
- Ichikawa Ebizō V (1797 - octobre 1800, mars 1832 - mars 1859) - petit-fils de Danjūrō V, Précédemment connu sous les noms Ichikawa Shinnosuke I et Ichikawa Yebizō[2] et Ichikawa Danjūrō VII. Crée le Kabuki Jūhachiban.
- Ichikawa Ebizō VI (de mars 1825 à février 1832) - Fils ainé d'Ebizō V. Précédemment connu sous les noms Ichikawa Shinnosuke II puis Danjūrō VIII. Se suicide à Osaka.
- Ichikawa Ebizō VII (1874) - Troisième fils d'Ebizō V. Précédemment connu sous le nom Ichikawa Shinnosuke III.
- Ichikawa Ebizō VIII (1881 -novembre 1886) - Septième fils d'Ebizō V, frère d'Ichikawa Danjūrō IX. Précédemment connu sous les noms Ichikawa Akanbei, Ichikawa Juzō, Ichikawa Saruzō II et Ichikawa Shinnosuke IV.
- Ichikawa Ebizō IX (mai 1940 - mars 1962) - Fils adopté d'Ichikawa Danjūrō X, Son père biologique est Matsumoto Kōshirō VII. Précédemment connu sous les noms Ichikawa Komazō V et plus tard Ichikawa Danjūrō XI.
- Ichikawa Ebizō X (du mois de novembre 1969 au mois de mars 1985) - Fils ainé d'Ebizō IX. Précédemment connu sous les noms Ichikawa Shinnosuke VI puis Ichikawa Danjūrō XII. Il est le dernier porteur du nom Ichikawa Danjūrō, jusqu'à sa mort en février 2013.
- Ichikawa Ebizō XI (mai 2004–présent) - Fils d'Ebizō X. Précédemment connu sous le nom Ichikawa Shinnosuke VII. Ebizō XI est l'actuel titulaire du nom Ichikawa Ebizō.